# Autorité de la chose jugée en droit français
Pour un article plus général, voir Autorité de la chose jugée.
En droit français, l'autorité de la chose jugée (res iudicata) est la conséquence juridique d’un jugement entré en force qui n'est plus susceptible de voie de recours. Elle lie les parties et tous les tribunaux et les empêche de trancher à nouveau sur le même objet du litige.

## Les effets de l'autorité de la chose jugée

### Effet positif
L'autorité de la chose jugée a effet positif qui permet à celui dont le droit a été reconnu par un jugement de se prévaloir de l'autorité de la chose jugée de celui-ci (qui s'applique au jugement et aux effets qu'il produit) dans le cadre d'un autre litige et d'en demander l'exécution.
L'autorité de la chose jugée implique une présomption de vérité qui couvre ainsi toutes les erreurs et irrégularités entachant le jugement. Cette présomption voit alors sa force varier selon les voies de recours ouvertes et si l'autorité est seulement relative ou absolue.

### Effet négatif
L'autorité de la chose jugée a également un effet négatif impliquant l'interdiction de soumettre à un tribunal ce qui a déjà été jugé. Le défendeur pourra alors soulever une fin de non-recevoir. L'article 1355 du Code civil pose alors la condition d'une triple identité : celle des parties, de la chose demandée (l'objet) et de la cause, et sous réserve de l'exercice d'une voie de recours.
La Cour de cassation précise alors que la notion de « cause » englobe toutes les demandes ayant le même but, même si leur fondement juridique est différent. Ce principe de concentration des moyens trouve sa limite en cas de modifications de la situation postérieures au jugement.

### La relativité de la chose jugée
La chose jugée possède un effet relatif selon l'article 1355 du Code civil que ça soit à l'égard des parties ou des tiers. À l'égard des parties, elle ne produit un effet que s'il y a identité de parties et si elles ont la même qualité. Les ayants cause universels et à titre universel des parties, ainsi que les créanciers chirographaires se voient subir l'effet de l'autorité de la chose jugée.
À l'égard des tiers, un jugement ne peut pas créer de droits ou d'obligations à leur charge. Les tiers doivent tout de même respecter les décisions (comme la décision d'un divorce ou d'adoption selon l'article 324 du Code civil). Toutefois, ils peuvent donc invoquer une fin de non-recevoir ou faire tierce opposition si une décision leur fait grief.

## Autorité relative de la chose jugée
Il s'agit de l'« ensemble des effets attachés à la décision juridictionnelle, telle la force de vérité légale ». En général, l'autorité de la chose jugée est relative, c'est-à-dire qu'elle ne peut être opposée qu'à la condition qu'il y ait la triple identité de parties, de cause et d'objet.
Ainsi, d'après l'article 1355 du Code civil : « L'autorité de la chose jugée n'a lieu qu'à l'égard de ce qui a fait l'objet du jugement. Il faut que la chose demandée soit la même ; que la demande soit fondée sur la même cause ; que la demande soit entre les mêmes parties, et formée par elles et contre elles en la même qualité. »

## Autorité absolue de la chose jugée
Cependant, certains jugements sont revêtus de l'autorité absolue de chose jugée, c'est-à-dire à l'égard de tous, indépendamment des parties initiales : toute personne peut s'en prévaloir, et elle est opposable à toute personne.
Tels sont, en France, les jugements du juge pénal, ou les jugements d'annulation pour excès de pouvoir effectués par le juge administratif.
En matière de recours pour excès de pouvoir, l'autorité absolue de chose jugée concerne notamment le dispositif d'annulation d'une décision. La jurisprudence du juge administratif est plus complexe et tourmentée en ce qui concerne les motifs qui sont le soutien nécessaire d'une annulation ou pour les déclarations d'illégalité. Les décisions juridictionnelles de rejet n'ont, quant à elles, qu'une autorité relative de chose jugée.
Enfin, le juge pénal comme le juge civil reconnaissent que toute déclaration d'illégalité d'un texte réglementaire par le juge administratif, fût-elle décidée à l'occasion d'une autre instance, s'impose au juge judiciaire.

## Étendue de l'autorité de la chose jugée

### Pour le juge pénal
Devant le juge pénal, l'autorité de chose jugée s'attache au dispositif « tel qu'éclairé par les motifs qui en sont le soutien nécessaire »…
Par ailleurs, la Cour de cassation reconnaît une autorité du pénal sur le civil et lui a donné une portée particulièrement forte par l'arrêt Quertier, rendu par la chambre civile le 7 mars 1855 : il est interdit au juge civil de remettre en question ce qui a été jugé au pénal quant à l'existence d'un fait formant la base commune de l'action publique et de l'action civile, quant à sa qualification et quant à la culpabilité de celui à qui ce fait a été imputé.
La France depuis 2007 adopte le principe que le pénal ne tient pas le civil en état, les procédures peuvent être dissociées.
Le juge administratif, pour sa part, reconnaît l'autorité du jugement pénal quant à la constatation des faits, mais procédera, sauf exception particulière, à sa propre qualification de ces mêmes faits.

### Pour le juge civil
Devant le juge civil, l'autorité de la chose jugée ne s'attache qu'au dispositif du jugement (ce qui a fait l'objet du jugement et qui a été tranché) tandis que les motifs d'un jugement, fussent-ils le soutien nécessaire de la décision, n'ont pas cette autorité . Mais la jurisprudence a été quelque peu fluctuante dans le passé.
En droit international la Cour de cassation a confirmé une décision de la Chambre des Lords sur le fait que l'autorité de la chose jugée était acquise en cas de décision dans un pays où la loi était bien applicable pour le différend concernée, et qu'à ce titre les dispositions de l'article 6 § 1 de la CEDH n'étaient pas violées si le déroulement de la procédure avait été parfaitement respecté dans le respect du principe du contradictoire, et notamment si la partie en défense avait bien été en mesure de faire entendre ses droits.

### Pour le juge administratif
En revanche, pour le juge administratif, l'autorité de chose jugée s'attache tant au dispositif qu’aux motifs qui en constituent le soutien nécessaire. La jurisprudence est ici très ferme. Mais cette autorité peut être relative ou absolue suivant les cas (voir ci-dessus).

### Pour le Conseil constitutionnel
Pour le Conseil constitutionnel, cette autorité ne s'attache pas seulement au dispositif, mais aussi « aux motifs qui en sont le soutien nécessaire et en constituent le fondement même ».